# Catedral de Sjalta
La catedral de Sjalta (en georgiano: სხალთა, sχɑltʰɑ) es un monasterio georgiano ortodoxo e iglesia catedral en Ayaria, Georgia, que data de mediados del siglo XIII.
Skhalta es la única iglesia medieval en Ayaria que sobrevivió tanto al período otomano como al soviético para volver a ser funcional en 1990. Actualmente sirve como sede del obispo ortodoxo georgiano de Skhalta.

## Historia
El monasterio de Skhalta se encuentra en una colina en el valle del río del mismo nombre, en el pueblo de Q'inchauri, municipio de Khulo, a lo largo de una carretera que, en la Edad Media, vinculaba estratégicamente a Ayaria con Artani (Ardahan, Turquía). Las fuentes escritas sobre Skhalta son escasas. Una leyenda atribuye la construcción de la iglesia a la reina Tamar (r. 1184–1213), quien presidió la "Edad de oro" de la Georgia medieval. Los estudios modernos datan la iglesia a mediados del siglo XIII. En ese momento, el valle de Skhalta estaba en posesión de la noble familia de Abuserisdze.
Después de la conquista otomana de la región en el siglo XVI, la iglesia fue abandonada. El monasterio fue redescubierto y esbozado por Giorgi Kazbegi, oficial georgiano al servicio ruso, que se encontraba en la Georgia otomana en una misión de reconocimiento en 1874. Después que Ayaria pasó a manos rusas en 1878, Skhalta, que yacía en la finca del jefe georgiano musulmán Sherif-Bey, fue visitada y descrita por estudiantes de antigüedades caucásicas como Dimitri Bakradze y la condesa Praskovya Uvarova. Bakradze cita un documento del período del rey Alejandro I de Georgia (r. 1412–1442), según el cual Skhalta pertenecía a la sede patriarcal de Mtsjeta.
El resurgimiento de la actividad religiosa y creciente influencia de la Iglesia ortodoxa de Georgia en los últimos años de la Unión Soviética llevó a la restauración de la iglesia de Skhalta para uso cristiano. En junio de 1989, el Catolicós Patriarca Elías II de Georgia visitó Skhalta y realizó un réquiem para quienes habían muerto en derrumbes e inundaciones a principios de ese año. En 1990, Skhalta fue consagrada como un monasterio masculino de la Natividad de María.

## Arquitectura

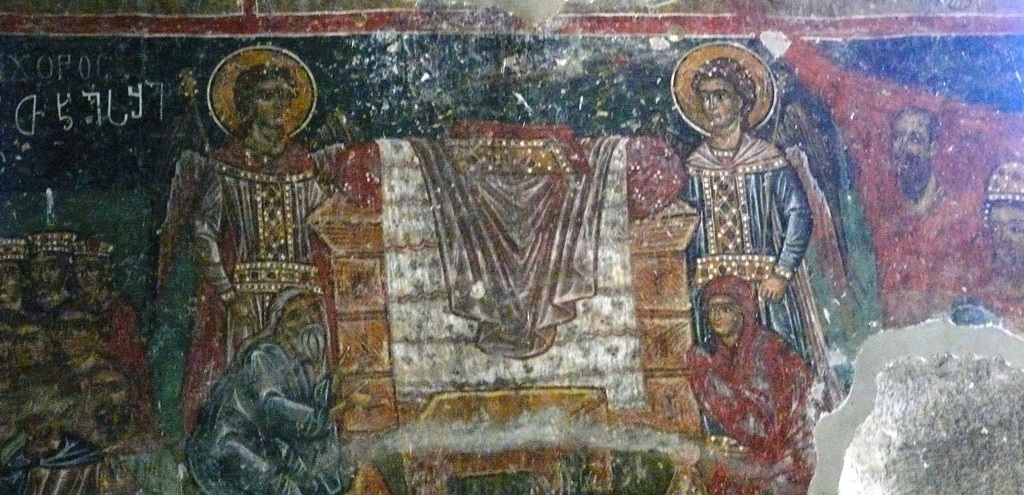
Fresco de Skhalta

El monasterio de Skhalta es una iglesia de gran sala, con un ábside prominente de siete facetas, dos portales principales en el sur y oeste y una puerta adicional en el norte. Fue construida en piedra gris-blanca. Un espacioso salón interior está coronado con arcos y una bóveda cilíndrica, que descansa sobre pilastras prominentes. Las paredes laterales de la sala están decoradas con arcos. La concha del ábside y la bóveda están separadas de las paredes verticales inferiores con cornisas simples.
Las paredes interiores están enfrentadas con bloques tallados de piedra blanca, que anteriormente habían sido ampliamente pintados al fresco. En 1997, la expedición georgiana descubrió pequeños fragmentos de las pinturas originales de escenas del Nuevo Testamento, que examinan el arte paleólogo del siglo XIV o XV. Las fachadas también están cubiertas con bloques tallados y ventanas ornamentadas. Algunas de las estructuras en ruinas al oeste y al sur son adiciones posteriores.